# جيري ستيرن
جيري ستيرن (بالإنجليزية: Jerry Stern)‏ هو سياسي أمريكي، ولد في 11 يناير 1955 في الولايات المتحدة. حزبياً، نشط في الحزب الجمهوري. وقد انتخب عضو مجلس نواب بنسيلفانيا.